# Friedrich von Wrangel
Friedrich Heinrich Ernst von Wrangel (Stettino, 13 aprile 1784 – Berlino, 2 novembre 1877) è stato un generale tedesco.
Tra le figure chiave della soppressione dei moti del 1848 in Germania, si distinse fino a tarda età come valente generale e come rappresentante della vecchia classe militare prussiana nella nuova società tedesca imperiale.

## Biografia

### I primi anni e la carriera militare
Il barone von Wrangel (conte nel 1864) nacque a Stettino, nella Pomerania prussiana da una nobile famiglia di tradizioni militari originaria della Baltica. Suo padre era il maggiore generale prussiano Friedrich Ernst von Wrangel (7 aprile 1720 - 13 gennaio 1805), mentre sua madre era Sophie Luise Elisabeth von Below (26 agosto 1752 - 26 aprile 1805).
Dopo gli studi a Leida, intraprese la carriera delle armi in cavalleria e già nel 1796, all'età di dodici anni, divenne caporale nel 6º reggimento dragoni "Werther" dell'esercito prussiano. Il 5 ottobre 1798 venne nominato sottotenente. Durante le Guerre napoleoniche si distinse a Eylau, Heilsberg (1807) ed a Jena, dove ricevette l'onorificenza Pour le mérite per delle pesanti ferite subite ad una spalla nel corso di una carica francese. Wrangel venne quindi collocato nel 3º reggimento corazzieri reali ed il 19 marzo 1808 venne promosso tenente, ottenendo il 18 aprile 1809 il grado di capitano assieme al comando di uno squadrone.
Successivamente combatté come colonnello dei dragoni la Guerra di Liberazione del 1813 negli scontri di Bautzen e Großgörschen dopo i quai ottenne il titolo di maggiore. Distintosi nella Battaglia di Lipsia ed a Wachau ricevette l'Ordine della Croce di Ferro nel 1815. Già il 13 maggio 1814 era stato promosso al grado di tenente colonnello, ed il 3 ottobre 1815 ottenne il grado di colonnello. Il 30 marzo 1823 ricevette la promozione a generale maggiore, ottenne il comando della 10ª divisione di cavalleria ed entrò a far parte dell'Ordine Teutonico.
Nel 1832 partecipò al soffocamento di alcune rivolte contadine in Posnania e in Slesia. Nel 1834, a capo della 13ª divisione con sede a Münster, represse le rivolte scoppiate tra l'arcivescovo di Colonia e la corona, operazioni dopo le quali venne promosso tenente generale. Ricevette quindi diversi privilegi dalla corte e si avvicinò sempre più al partito degli junker, ottenendo poi il comando delle piazzeforti di Königsberg e Stettino.

### La rivoluzione del '48

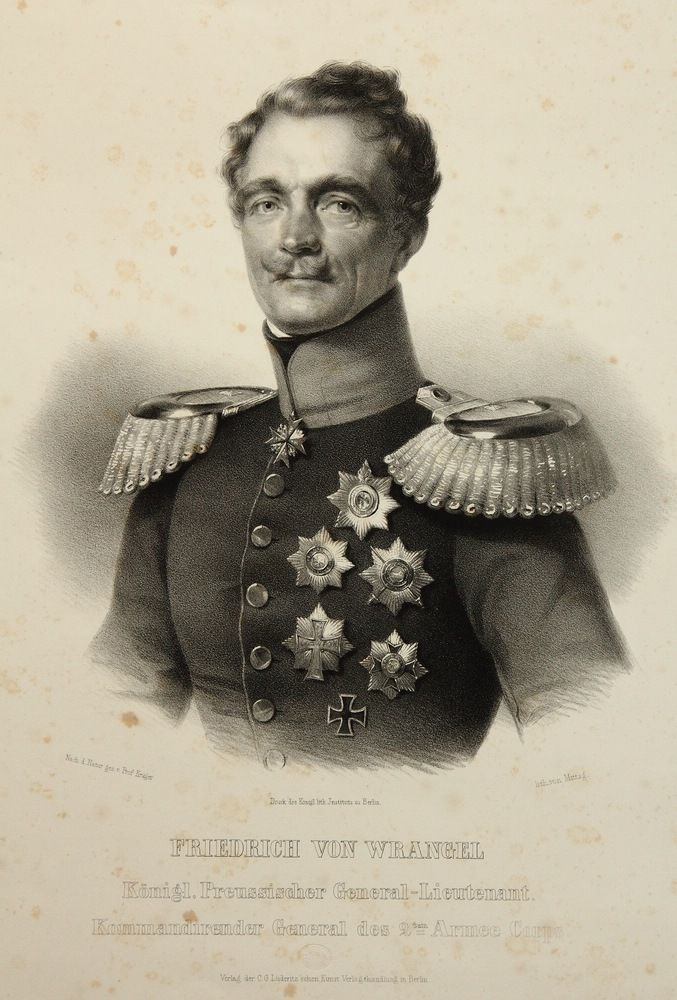
Il generale Wrangel in una litografia del 1845

Nel 1848 Wrangel ottenne il comando del II corpo d'armata della Confederazione Germanica nella Prima guerra dello Schleswig, venne promosso generale di cavalleria e vinse diversi scontri. Fu uno dei sostenitori di una reazione dura contro i liberali di Francoforte sul Meno e partecipò al bombardamento di Magonza e Münster. Ricevette poi da Federico Guglielmo IV il comando generale dell'esercito reazionario in Brandenburgo e sconfisse i rivoluzionari a Berlino, riportando il re in città e ristabilendo l'ordine. Per tali atti ricevette l'Ordine dell'Aquila Rossa. Durante questo periodo strinse inoltre una forte amicizia col principe ereditario Guglielmo, futuro primo imperatore di Germania.

### Le guerre sino all'unificazione della Germania

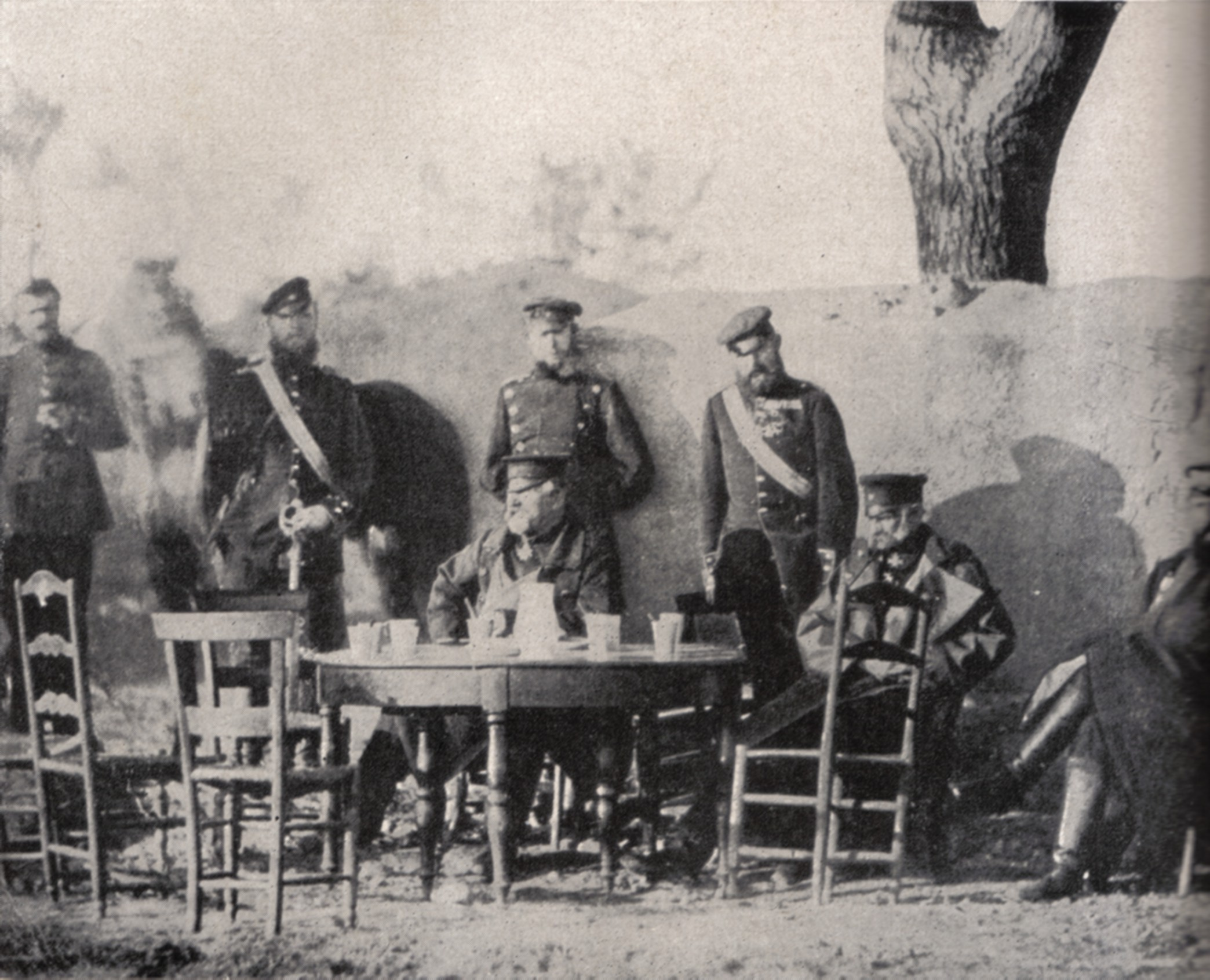
Il generale Wrangel col suo staff nella Guerra franco-prussiana del 1870

Durante la Seconda guerra dello Schleswig ebbe il comando supremo delle truppe prussiane e sconfisse i danesi a Idstedt, prendendo prigioniero il generale danese Gerhard Christoph von Krogh. Sconfisse nuovamente i danesi di Christian Julius de Meza a Lundby. Malgrado questo, lo stato maggiore dell'esercito prussiano si rese conto che Wrangel, anche a causa dell'età avanzata, non era più in grado di coordinare da solo le vaste operazioni previste sul campo dal comandante generale Helmuth Karl Bernhard von Moltke.
Prese comunque parte alla prima ed alla seconda guerra dello Schleswig e successivamente alla Guerra franco-prussiana.
L'estrema popolarità accumulata da Wrangel con le truppe e con il popolo, ad ogni modo, gli consentì di rimanere regolarmente in servizio e la sua presenza in ambito militare creò non pochi problemi: con von Moltke si scontrò da quando quest'ultimo cercò di rimuoverlo dai propri incarichi, sospettando che lo stesse facendo per invidia, come pure si scontrò col generale Albrecht von Roon per i medesimi motivi, ed infine si scontrò col primo ministro prussiano Otto von Bismarck che Wrangel definì "diplomatico da forca" in un dispaccio. Dopo la pace trovò comunque il modo di riappacificarsi con Bismarck. I contrasti che il vecchio generale ebbe erano spesso dettati dalla sua natura conservatrice e dalla sua visione ormai da molti ritenuta superata della guerra.

### Gli ultimi anni

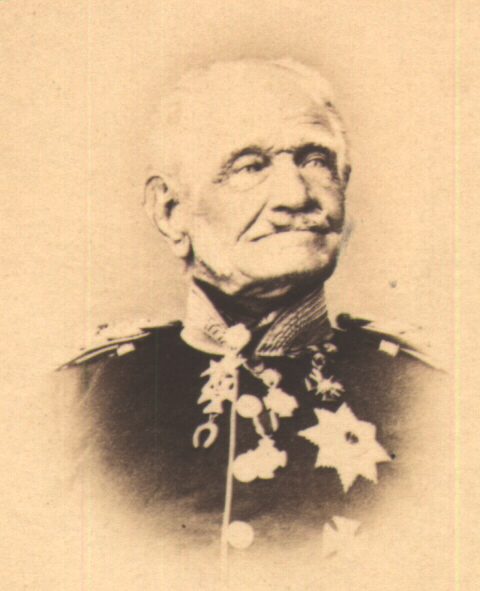
Wrangel in una fotografia del 1877

Il 18 maggio 1864, Wrangel venne elevato al rango di conte. Dopo la sua promozione a Generalfeldmarschall nel 1856, era ancora l'ufficiale di più alto rango dell'esercito prussiano dopo l'imperatore; il conte Bogdan von Hutten-Czarski, nelle sue memorie, riportò che era consuetudine per gli ufficiali dell'esercito fare una visita ufficiale al vecchio feldmaresciallo.
Morì nel 1877 all'età di 93 anni.

## Matrimonio e figli
Il 16 dicembre 1810 Wrangel sposò sua cugina Lydia Caroline Emilie von Below (23 giugno 1792 - 11 settembre 1880) a Königsberg. La coppia ebbe tre figli, tutti morti relativamente giovani rispetto ai genitori:
- Gustav Carl Friedrich (1812-1849), ufficiale d'esercito
- Friedrich Karl Paul Gustav Georg (15 novembre 1816 a Riesenburg - 19 giugno 1847), ufficiale d'esercito
- Frederick Emil Gustav (22 maggio 1821 a Posen - 8 marzo 1867), ufficiale d'esercito

## Giudizio storico
Friedrich von Wrangel fu un personaggio particolare, per molti versi contrastato, ma sicuramente uno dei più importanti comandanti militari al servizio della Prussia prima e della Germania poi nell'Ottocento. Hans-Ulrich Wehler lo definì nel corso della campagna del 1864 come "totalmente incompetente" per il solo fatto di ritenersi un "berlinese autentico", nota espressione con cui si era soliti riassumere la pienezza di sé dei cittadini tedeschi della capitale.
Del resto Papa Wrangel entrò nella memoria collettiva nel periodo della restaurazione prussiana e per la soppressione dei moti rivoluzionari, fatto che spesso viene messo in secondo piano nelle sue biografie. Lo scrittore liberale danese Georg Brandes, ottimo osservatore delle condizioni sociali della Prussia e della Germania dell'epoca, giunse alla seguente valutazione del vecchio maresciallo:
()

## Onorificenze

### Altre onorificenze
- Cittadino onorario di Berlino
- Cittadino onorario di Potsdam
- Cittadino onorario di Rathenow